# سیناژن
سیناژن (به انگلیسی: CinnaGen) یک شرکت زیست‌فناوری در ایران، و یکی از بزرگترین تولید کنندگان محصولات زیست فناوری پزشکی در منطقه خاورمیانه است. مکان اصلی این شرکت تولیدی و تحقیقاتی در شهرک صنعتی سیمین دشت کرج واقع شده و حدود ۱۰۰۰ نفر کارکنان این شرکت هستند. این شرکت تولیدکننده‌ی محصولات زیست‌شناسی مولکولی، زیست‌داروها و محصولات تشخیصی است. سیناژن در سال ۱۳۷۳ تأسیس شده‌ است و اکنون تولیدکننده‌ی بیش از ۴۲ محصول و توزیع‌کننده‌ی بیش از ۱۲۰ واکنش‌گر ناب تشخیصی آزمایشگاهی برای کاربرد درون‌کشتگاهی است.

## محصولات
- سینووکس CinnoVex  (اینترفرون بتا-۱ای)
- رسیژن ReciGen (اینترفرون بتا-۱ای)
- سینافکت CinnaFact (بوسرلین)
- سینال-اف Cinnal-f (فولیتروپین آلفا)
- سیناپوئیتین CinnaPoietin (بتا پوئیتین) (اریتروپویتین بتا)
- سینوپار CinnoPar (تری‌پاراتاید)
- پگاژن PegaGen و کیدی پگ KidiPeg (پگفیلگراستیم)
- سینوتک CinnoTec (دی‌متیل فومارات)
- سینومر Cinnomer (گلاتیرامر استات)
- سینورا CinnoRA (آدالیمومب)
- سیناتروپین CinnaTropin (سوماتروپین)
- ملیتاید Melitide و ماسیزا Maciza (لیراگلوتاید)
- اسپایکوژن SpikoGen (اسپایکوژن)
- زاکرل Xacrel (اوکرلیزومب)
- تیالیا Tyalia (افلیبرسپت)
- زاکاریا ZakAria (پمبرولیزومب)
- ابلایز Ablyze (اکولیزومب)
- سیناستیم CinnaStim (انوکساپارین سدیم)
- پکتونا Pectuna (پرتوزومب)
- اکسترامب Xtramab (نیوولومب)
- هیروزایم Herozyme (لارونیداز)
- الدیکسیا Eldixia (گوسلکومب)
- لیگزافرت Lixafert (سترورلیکس)
- گیلاوا Gylava (انسولین گلارژین)
- اسپارتینا Spartina (تیرزپاتاید)

### رونمایی خط تولید داروی سینورا

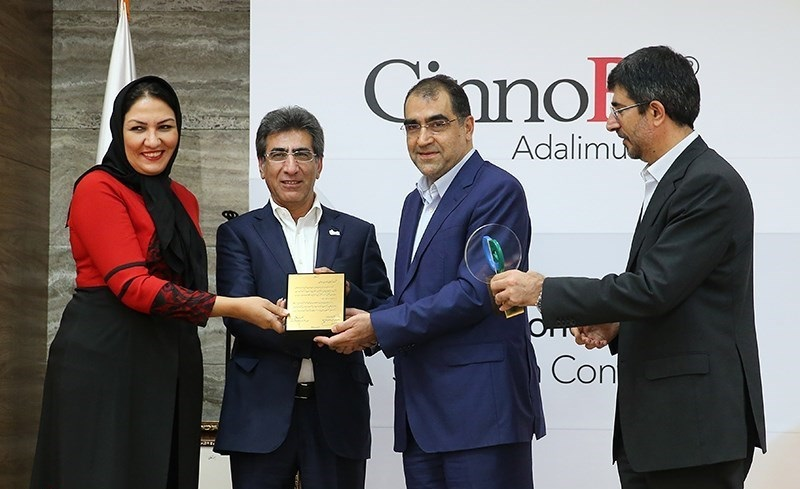

در ۰۴ آبان ۱۳۹۵ سید حسن قاضی‌زاده هاشمی وزیر بهداشت، درمان و آموزش پزشکی ایران، رسول دیناروند رئیس سازمان غذا و دارو ایران با حضور در سیناژن از داروی سینورا که برای درمان انواع بیماری‌های خودایمنی مفصلی، پوستی و گوارشی کاربرد دارد، رونمایی کرد.

### تولید واکسن کرونا اسپایکوژن
در بهار سال ۱۴۰۰ سیناژن از تصمیم این شرکت برای تولید واکسن علیه ویروس کرونا با پلتفرم پروتئین نوترکیب خبر داد. این واکسن تولید مشترک شرکت سیناژن و شرکت استرالیایی vaxine است. پس از گذراندن مطالعات حیوانی و بالینی فاز ۱، در تابستان سال ۱۴۰۰  مطالعه کارآزمایی بالینی فاز ۲ و فاز ۳ این واکسن در ایران برگزار شد. پس از انجام تزریق در حدود ۱۷۰۰۰ داوطلب در فاز ۳ کارآزمایی و ارائه گزارش نتایج به سازمان غذا و دارو، در مهرماه ۱۴۰۰ اسپایکوژن مجوز مصرف اضطراری را از این سازمان دریافت کرد.